# La primavera (Rachmaninov)
La primavera, Op. 20 (in russo Весна?) è una cantata di Sergej Vasil'evič Rachmaninov.

## Storia della composizione
L'opera fu composta da Rachmaninov nel 1902, e fu terminata dopo il suo secondo concerto per pianoforte. La primavera venne dedicata all'amico Nikita Morozov. Il compositore aveva intenzione di rivedere l'orchestrazione della cantata, ma non attuò mai il suo proposito.

## Struttura della composizione
La primavera è una cantata in un movimento per baritono, coro ed orchestra. Essa è basata sul poema Il rumore verde (in russo Зелёный шум?) di Nikolaj Alekseevič Nekrasov, che narra come un marito, carico di propositi omicidi verso la moglie infedele durante l'inverno, venisse poi liberato dalla sua frustrazione e dalla sua collera dal ritorno della primavera.